# Elliðaey
 Ikke at forveksle med Elliðaey (Breiðafjörður).
Elliðaey er den tredjestørste af øerne i Vestmannaeyjar-øgruppen, som ligger syd for Island. Øen er den nordøstligste af øgruppen og måler 0,45 km2. Øen er kendt for store ynglekolonier af havfugle.
På øen ligger det en stor jagthytte, som blev bygget i 1953. Den er meget anvendt i forbindelse med jagt på lunde og ægsamling. Der er ingen fastboende mennesker på øen.